# Problema de Fluxo de Custo Mínimo
O problema do fluxo de custo mínimo (PFCM) é encontrar a maneira mais barata possível de envio de uma certa quantidade de fluxo através de uma rede de fluxo. Aplicações típicas desse problema envolvem encontrar a melhor rota de entrega de uma fábrica para um armazém onde a rede rodoviária tem uma certa capacidade e certos custos associados. O problema do fluxo de custo mínimo é um dos mais fundamentais entre todos os problemas de fluxo e circulação porque a maioria dos outros problemas podem ser expressos como um problema de fluxo de custos mínimos e também podem ser resolvidos de forma muito eficiente usando o algoritmo simplex de rede.

## Definição
Dada uma rede de fluxo, isto é, um grafo direcionado {\displaystyle G=(V,E)} com vértice de origem {\displaystyle s\in V} e vértice sumidouro (vértice que possui arestas vindo de todos os outros vértices e não possui nenhuma saindo) {\displaystyle t\in V}, onde a aresta {\displaystyle (u,v)\in E} tem capacidade {\displaystyle c(u,v)>0}, o fluxo {\displaystyle f(u,v)\geq 0} e custo {\displaystyle a(u,v)} (a maioria dos algoritmos de fluxo de custo mínimo suportam arestas com custos negativos). O custo do envio desse fluxo é {\displaystyle f(u,v)\cdot a(u,v)}. Exige-se que se envie uma quantidade de fluxo {\displaystyle d} de {\displaystyle s} até {\displaystyle t}.
A definição do problema é minimizar o custo total do fluxo:
{\displaystyle \sum _{(u,v)\in E}a(u,v)\cdot f(u,v)}
com as restrições
| Restrições de capacidade: | {\displaystyle \,f(u,v)\leq c(u,v)}                                          |
| Simetria Skew:            | {\displaystyle \,f(u,v)=-f(v,u)}                                             |
| Conservação de Fluxo:     | {\displaystyle \,\sum _{w\in V}f(u,w)=0{\text{ for all }}u\neq s,t}          |
| Fluxo necessário:         | {\displaystyle \,\sum _{w\in V}f(s,w)=d{\text{ and }}\sum _{w\in V}f(w,t)=d} |

## Relação com outros problemas
Uma variação desse problema é encontrar um fluxo que é máximo, mas tem o menor custo entre os máximos. Isto poderia ser chamado um problema de fluxo máximo de custo mínimo. Isso é útil para encontrar emparelhamentos máximos de custo mínimo.
Com algumas soluções, encontrando o fluxo máximo de custo mínimo vez é simples. Se não, você pode fazer uma busca binária em {\displaystyle d}.
Um problema relacionado é o problema de circulação de custo mínimo, o qual pode ser usado para a solução do fluxo de custo mínimo. Você pode fazer isso definindo o limite inferior em todas as arestas para zero, e em seguida, criar uma aresta extra do vértice sumidouro {\displaystyle t} para o vértice de origem {\displaystyle s}, com capacidade {\displaystyle c(t,s)=d} e um limite inferior {\displaystyle l(t,s)=d}, forçando o fluxo total de {\displaystyle s} para {\displaystyle t} ser também {\displaystyle d}.
O problema pode ser especializado em dois outros problemas:
- Se o limite de capacidade for removido, o problema é reduzido para o problema do menor caminho,
- Se todos os custos forem definidos como sendo zero, o problema é reduzido para o problema do maior fluxo.

## Soluções
O problema de fluxo de custo mínimo pode ser resolvido por programação linear, desde que a função linear seja otimizada, e todas as restrições sejam lineares.
Além disso, existem muitos algoritmos combinatórios, para uma pesquisa abrangente, consulte . Alguns deles são generalizações do algoritmo de fluxo máximo, outros usam abordagens totalmente diferentes.
Algoritmos fundamentais conhecidos (eles têm muitas variações):
- Ciclo de cancelamento: Um método primal geral.
- Ciclo de cancelamento de média mínima: Um algoritmo fortemente polinomial simples.
- Caminho sucessivo mais curto e escalonamento de escala: Métodos duplos, que podem ser vistos como generalizações do algoritmo de Ford–Fulkerson.
- Custo de escala: Uma abordagem primal-dual, que pode ser visto como a generalização do algoritmo de push-relabel.
- Rede Simplex: uma versão especializada do método simplex em programação linear , que roda em tempo polinomial.
- Algoritmo Out-of-kilter de D. R. Fulkerson.

## Aplicação

### Correspondência bipartida de peso mínimo
Dado um grafo bipartido G = (A ∪ B, E), nós gostaríamos de achar a correspondência máxima de cardinalidade em G que tem o custo mínimo. Deixe w: E → R ser uma função do peso das arestas de E. O problema da correspondência bipartida de peso mínimo ou o problema de atribuição é de encontrar
uma correspondência perfeita M ⊆ E, cujo peso total é minimizado. A ideia é reduzir esse problema a um problema de fluxo de rede.
Vamos G’ = (V’ = A ∪ B, E’ = E). Atribuir a capacidade de todas as arestas de E’ para 1. Adicione um vértex de origem s e conecte ele a todos os vértices em A’ e adicione um vértex sumidouro t e conecte todos os vértices do grupo B’ a esse vértice. A capacidade de todas as novas arestas é 1 e os seus custos são 0. Está provado que há correspondência bipartida perfeita de custo mínimo em G se e somente se houver um fluxo de custo mínimo em G’. 